# گفتگو با باد
گفتگو با باد فیلمِ کوتاهی ساختهٔ بهرام بیضایی به سالِ ۱۳۷۷ است، بر اساسِ فیلم‌نامه‌ای به همین نام از فیلم‌ساز. این فیلم بخشی از فیلمِ قصّه‌های کیش بود که سپس‌تر جدا شد.

## داستان
زنی بومی با لهجهٔ فارسیِ تهرانی با جامه‌های محلّی در جزیرهٔ کیشِ مدرن در خیابان بر مردی که پول می‌شمارد ظاهر می‌شود و او را به یادِ گذشتهٔ دور می‌اندازد، آنگاه که زندگانی در جزیره صورتِ دیگری داشت. تصاویرِ گذشته می‌گذرد. مرد هر بار چیزی به یاد نمی‌آورد و به کار روزمرّهٔ خود می‌شتابد. در پایان فیلم مرد چیزی از گذشته‌ها به یاد نیاورده و همچنان پول می‌شمارد و این بار در بوتیک. زن روانه می‌شود و بر سکّوی بندرگاه تا پایان می‌رود و به لب آب می‌رسد.

## فیلم‌نامه
فیلم‌نامهٔ گفتگو با باد را بیضایی سال ۱۳۷۷ نوشت. این فیلم‌نامه در ۱۳۷۹ با متنِ گفتگوهایی با عواملِ فیلم و نیز مقالاتی دربارهٔ فیلم در کتابی به نامِ گفتگو، نقد و نظر و فیلمنامهٔ گفتگو با باد در نشر دیدار به کوششِ زاون قوکاسیان به چاپ رسید.

## ساخت
فیلم در جزیرهٔ کیش فیلمبرداری شد. فیلمبرداری در پانزده روز سر گرفت. فیلمبردار فیلم، عزیز ساعتی، در گفتگو با زاون قوکاسیان توضیح داده که «بیضایی همهٔ کادرها و همهٔ حرکات دوربین را در همهٔ فیلم‌هایش خودش انتخاب می‌کند. مانند همهٔ کلمات و جملاتش او پیشاپیش تصاویرش و تمام جزئیات کار را آماده می‌کند.»
چند عکسِ جمشید بایرامی از پشتِ صحنهٔ فیلم در کتابِ پشت صحنه سینمای ایران (۱۳۹۰) منتشر شد.

## نمایش و پس از آن
نخستین نمایشِ گفتگو با باد در جشنوارهٔ فیلمِ فجرِ ۱۳۷۷ در تهران بوده‌است؛ با سه بخشِ دیگر از قصّه‌های کیش کارِ ناصر تقوایی و محسن مخملباف و ابوالفضل جلیلی.
فیلمِ قصّه‌های کیش برای جشنوارهٔ فیلمِ کنِ ۱۹۹۹ در نظر گرفته شد. رئیسِ این جشنواره، ژیل ژاکوب، بر آن بود که گفتگو با باد «با روح جزیره نمی‌خواند» و به همین خاطر این بخش با همکاریِ تهیه‌کنندهٔ اوّلیه از فیلم حذف شد.

### گفتگو: فیلمی که ساخته نشد
سالِ ۱۳۷۸ بیضایی حقوقِ گفتگو با باد را خرید و فیلم را از تهیه‌کننده پس‌گرفت تا سپس‌تر با افزودنِ سه بخشِ دیگر − «گفتگو با آب» و «گفتگو با آتش» و «گفتگو با خاک» − فیلمی بلند بسازد. سه بخشِ بعدی در حدِّ فیلم‌نامه ماند و گفتگو با باد به نمایشِ همگانی درنیامد، مگر سال‌ها بعد و به طورِ محدود.

## نقد و نظر
مقالاتی از بابک احمدی، صفی یزدانیان، ژاله آموزگار و شهرام جعفری‌نژاد در کتاب گفتگو، نقد و نظر و فیلمنامهٔ گفتگو با باد به کوشش زاون قوکاسیان فراهم آمده‌است.